# Isabelle Mir
Isabelle Mir (ur. 2 marca 1949 w Saint-Lary-Soulan) – francuska narciarka alpejska, wicemistrzyni olimpijska, dwukrotna medalistka mistrzostw świata oraz dwukrotna zdobywczyni Małej Kryształowej Kuli Pucharu Świata w klasyfikacji zjazdu.

## Kariera
W zawodach Pucharu Świata zadebiutowała 7 stycznia 1967 roku w Oberstaufen, gdzie zajęła 13. miejsce w slalomie. Pierwsze punkty wywalczyła (do sezonu 1978/79 punktowało tylko dziesięć najlepszych zawodniczek) dzień później w tej samej miejscowości, zajmując dziewiąte miejsce w gigancie. Już dwa dni później w Grindelwald po raz pierwszy stanęła na podium, zajmując trzecie miejsce w slalomie. W zawodach tych wyprzedziły ją tylko jej rodaczka Annie Famose oraz Gina Hathorn z Wielkiej Brytanii. Łącznie na podium zawodów tego cyklu stawała 24 razy, odnosząc przy tym dziewięć zwycięstw: 10 marca 1967 roku we Franconii, 27 stycznia 1968 roku w St. Gervais, 2 marca 1968 roku w Abetone, 25 stycznia 1969 roku w St. Gervais, 9 stycznia 1970 roku w Grindelwald, 15 stycznia w Bad Gastein, 21 lutego w Jackson Hole oraz 19 grudnia 1970 roku w Val d’Isère wygrywała bieg zjazdowy, a 12 lutego 1971 roku w Mont-Sainte-Anne była najlepsza w gigancie. Ostatni raz w najlepszej trójce znalazła się 18 stycznia 1972 roku w Grindelwald, gdzie była trzecia w zjeździe. Najlepsze wyniki osiągnęła w sezonie 1967/1968, kiedy w klasyfikacji generalnej zajęła drugie miejsce, przegrywając tylko z Kanadyjką Nancy Greene. W tym samym sezonie zdobyła także Małą Kryształową Kulę za zwycięstwo w klasyfikacji zjazdu. Była także trzecia w klasyfikacji generalnej sezonu 1970/1971, ulegając tylko Austriaczce Annemarie Moser-Pröll i swej rodaczce, Michèle Jacot. Ponadto w sezonie 1969/1970 ponownie zwyciężyła w klasyfikacji zjazdu, a w sezonach 1966/1967 i 1968/1969 była druga.
W 1968 roku wystartowała na igrzyskach olimpijskich w Grenoble, zdobywając srebrny medal w zjeździe. W zawodach tych rozdzieliła na podium dwie Austriaczki: Olgę Pall oraz Christl Haas, tracąc do zwyciężczyni 0,46 sekundy. Na tej samej imprezie zajęła także piąte miejsce w slalomie i szóste w gigancie. Igrzyska w Grenoble były także mistrzostwami świata, jednak kombinację rozgrywano tylko w ramach drugiej z tych imprez. W konkurencji tej Mir zajęła czwarte miejsce, przegrywając walkę o podium z Annie Famose. Podczas rozgrywanych dwa lata później mistrzostw świata w Val Gardena zdobyła kolejny srebrny medal w zjeździe. Tym razem uplasowała się między Annerösli Zryd ze Szwajcarii i Annemarie Moser-Pröll. Francuzka wystartowała także na igrzyskach olimpijskich w Sapporo w 1972 roku, gdzie jej najlepszym wynikiem było czwarte miejsce w biegu zjazdowym. Walkę o brązowy medal przegrała tam z Susan Corrock z USA o 0,94 sekundy. Wielokrotnie zdobywała medale mistrzostw Francji, w tym złote w zjeździe w latach 1968, 1970 i 1972, gigancie w latach 1967-1968, slalomie w 1968 roku oraz kombinacji w latach 1967-1968 i 1971-1972. W 1973 roku zakończyła karierę.
Po zakończeniu kariery prowadziła sklep sportowy i restaurację. Trenowała także młodzież.

## Osiągnięcia

### Igrzyska olimpijskie
| Miejsce | Dzień     | Rok  | Miejscowość | Konkurencja | Czas biegu  | Strata  | Zwyciężczyni       |
| ------- | --------- | ---- | ----------- | ----------- | ----------- | ------- | ------------------ |
| 2.      | 10 lutego | 1968 | Grenoble    | Zjazd       | 1:40,87 min | +0,46 s | Olga Pall          |
| 5.      | 13 lutego | 1968 | Grenoble    | Slalom      | 1:25,86 min | +2,36 s | Marielle Goitschel |
| 6.      | 15 lutego | 1968 | Grenoble    | Gigant      | 1:51,97 min | +4,10 s | Nancy Greene       |
| 4.      | 5 lutego  | 1972 | Sapporo     | Zjazd       | 1:36,68 min | +1,94 s | Marie-Theres Nadig |
| 21.     | 8 lutego  | 1972 | Sapporo     | Gigant      | 1:29,90 min | +5,40 s | Marie-Theres Nadig |

### Mistrzostwa świata
| Miejsce | Dzień     | Rok  | Miejscowość | Konkurencja | Czas biegu  | Strata     | Zwyciężczyni       |
| ------- | --------- | ---- | ----------- | ----------- | ----------- | ---------- | ------------------ |
| 2.      | 10 lutego | 1968 | Grenoble    | Zjazd       | 1:40,87 min | +0,46 s    | Olga Pall          |
| 5.      | 13 lutego | 1968 | Grenoble    | Slalom      | 1:25,86 min | +2,36 s    | Marielle Goitschel |
| 6.      | 15 lutego | 1968 | Grenoble    | Gigant      | 1:51,97 min | +4,10 s    | Nancy Greene       |
| 4.      | 15 lutego | 1968 | Grenoble    | Kombinacja  | 16,31 pkt   | +24,44 pkt | Nancy Greene       |
| 2.      | 11 lutego | 1970 | Val Gardena | Zjazd       | 1:58,34 min | +0,50 s    | Annerösli Zryd     |
| 4.      | 5 lutego  | 1972 | Sapporo     | Zjazd       | 1:36,68 min | +1,94 s    | Marie-Theres Nadig |
| 21.     | 8 lutego  | 1972 | Sapporo     | Gigant      | 1:29,90 min | +5,40 s    | Marie-Theres Nadig |

### Puchar Świata

#### Miejsca w klasyfikacji generalnej
- sezon 1966/1967: 4.
- sezon 1967/1968: 2.
- sezon 1968/1969: 9.
- sezon 1969/1970: 8.
- sezon 1970/1971: 3.
- sezon 1971/1972: 10.
- sezon 1972/1973: 31.

#### Zwycięstwa w zawodach
1. Franconia – 10 marca 1967 (zjazd)
2. St. Gervais – 27 stycznia 1968 (zjazd)
3. Abetone – 2 marca 1968 (zjazd)
4. St. Gervais – 25 stycznia 1969 (zjazd)
5. Grindelwald – 9 stycznia 1970 (zjazd)
6. Bad Gastein – 15 stycznia 1970 (zjazd)
7. Jackson Hole – 21 lutego 1970 (zjazd)
8. Val d’Isère – 19 grudnia 1970 (zjazd)
9. Mont-Sainte-Anne – 12 lutego 1971 (gigant)

#### Pozostałe miejsca na podium
1. Grindelwald – 10 stycznia 1967 (slalom) – 3. miejsce
2. Grindelwald – 13 stycznia 1967 (zjazd) – 2. miejsce
3. Franconia – 12 marca 1967 (slalom) – 2. miejsce
4. Grindelwald – 11 stycznia 1968 (slalom) – 2. miejsce
5. Oslo – 24 lutego 1968 (gigant) – 2. miejsce
6. Oslo – 25 lutego 1968 (slalom) – 2. miejsce
7. Heavenly Valley – 5 kwietnia 1968 (gigant) – 3. miejsce
8. Grindelwald – 10 stycznia 1969 (zjazd) – 3. miejsce
9. St. Anton – 31 stycznia 1969 (zjazd) – 2. miejsce
10. Oberstaufen – 3 stycznia 1970 (slalom) – 2. miejsce
11. Bardonecchia – 12 grudnia 1970 (zjazd) – 3. miejsce
12. Sugarloaf – 18 lutego 1971 (zjazd) – 3. miejsce
13. Heavenly Valley – 26 lutego 1971 (gigant) – 3. miejsce
14. Bad Gastein – 12 stycznia 1972 (zjazd) – 3. miejsce
15. Grindelwald – 18 stycznia 1972 (zjazd) – 3. miejsce